# 王金鈺
王 金鈺（おう きんぎょく）は中華民国の軍人。北京政府時代に直隷派に属したが、後に国民革命軍（国民政府）に転じた。字は湘亭、湘汀。

## 事績
1910年（宣統2年）、日本の陸軍士官学校第9期騎兵科を卒業した。帰国後は、直隷派の王占元、孫伝芳の配下となる。参謀長や旅長を歴任した後、1922年（民国11年）に陸軍少将銜の地位を授与された。1924年（民国13年）11月に両浙塩運使に任命される。1927年（民国16年）には、安国軍第1方面軍団参議に任命された。
1928年（民国17年）6月、王金鈺は中国国民党へと易幟し、国民革命軍の師長に任命された。以後、討逆軍第9軍軍長、同第14路軍総司令、湘鄂贛辺区剿共清郷督弁を歴任している。1930年（民国19年）1月、安徽省政府主席に任命されたが、わずか2か月で罷免された。1931年（民国20年）、第5路軍総指揮として第2次中国共産党（紅軍）包囲掃討作戦に参加、さらに軍事参議院参議もつとめた。1951年、死去。享年68。

## 注
1. 1 2  徐主編（2007）、118頁。
2. 1 2  劉国銘主編（2005）、192頁。
3. 1 2  来ほか（2000）、1102頁。